# هال ميرفي
هال ميرفي هو لاعب هوكي الجليد كندي، ولد في 6 يوليو 1927 في مونتريال في كندا، وتوفي في 12 أكتوبر 1976 في بيكونسفيلد في كندا.

## وصلات خارجية
- هال ميرفي على موقع دوري الهوكي الوطني (الإنجليزية)
- هال ميرفي على موقع قاعة مشاهير الهوكي (لاعب أن.إتش.أل) (الإنجليزية)
- هال ميرفي على موقع EliteProspects.com (الإنجليزية)
- هال ميرفي على موقع HockeyDB.com (الإنجليزية)
- هال ميرفي على موقع Hockey-Reference.com (الإنجليزية)